# Узинский, Дмитрий Игоревич
Дмитрий Игоревич Узинский (род. 13 июля 1993, Благовещенск, Россия) — российский профессиональный баскетболист, играющий на позиции лёгкого форварда.

## Карьера
Узинский воспитанник «Спартака-Приморье», первый тренер — Валерий Булах.
В 2009 году, приехав с командой Благовещенска во Владивосток на чемпионат АСБ, Узинский был приглашён в юношеский состав «Спартак-Приморье». За основную команду дебютировал в 2012 году. В мае 2014 года Дмитрий подписал трёхлетний контракт с приморским клубом. В сезоне 2013/2014 стал бронзовым призёром Суперлиги, а в 2013 и 2015 годах становился бронзовым призёром Кубка России.
В августе 2015 года Узинский перешёл в «Сахалин», с которым стал чемпионом Суперлиги-1. За 39 игр, Дмитрий в среднем набирал 5,7 очка, 3,1 подбора и 0,9 передачи.
В августе 2016 года Узинский находился на просмотре в «Нижнем Новгороде», по итогам которого подписал с клубом 3-летний контракт.
В сезоне 2018/2019 в Единой лиге ВТБ Узинский в среднем набирал 6,4 очков, 3,2 подборов и 1,5 передачи. В Лиге чемпионов ФИБА его статистика составила 5,8 очков, 3,5 подборов и 0,8 передачи.
В июне 2019 года Узинский перешёл в УНИКС подписав контракт по схеме «1+1».. В 22 матчах Единой лиги ВТБ Дмитрий набирал 2,5 очка и 1,4 подбора.
В августе 2020 года Узинский подписал с УНИКСом новый контракт.
В сезоне 2020/2021 Узинский стал серебряным призёром Еврокубка и Единой лиги ВТБ. В общей сложности за сезон Дмитрий провёл 55 матчей во всех турнирах. В Единой лиге ВТБ его статистика составила 3,4 очка и 1,7 подбора.
В июле 2021 года Узинский продлил контракт с УНИКСом.
В сезоне 2021/2022 Узинский стал бронзовым призёром Единой лиги ВТБ, чемпионата России и Суперкубка Единой лиги ВТБ. В 28 матчах Единой лиги ВТБ Узинский в среднем набирал 4,7 очка и 1,3 подбора. В 25 матчах Евролиги его статистика составила 2,6 очка и 0,7 подбора.
В июне 2022 года Узинский стал игроком «Локомотива-Кубань».
В сезоне 2022/2023 Узинский стал серебряным призёром Единой лиги ВТБ и чемпионата России.
В сезоне 2023/2024 Узинский стал серебряным призёром Суперкубка Единой лиги ВТБ.
В июле 2024 года Узинский подписал новый контракт с «Локомотивом-Кубань».
В июле 2025 года Узинский продолжил карьеру в «Зените».

## Личная жизнь
В мае 2017 года Дмитрий Узинский и его девушка Валерия официально стали мужем и женой.

## Достижения
- Серебряный призёр Еврокубка: 2020/2021
- Серебряный призёр Единой лиги ВТБ (2): 2020/2021, 2022/2023
- Бронзовый призёр Единой лиги ВТБ: 2021/2022
- Серебряный призёр Суперкубка Единой лиги ВТБ: 2023
- Бронзовый призёр Суперкубка Единой лиги ВТБ: 2021
- Серебряный призёр чемпионата России (2): 2020/2021, 2022/2023
- Бронзовый призёр чемпионата России: 2021/2022
- Чемпион Суперлиги: 2015/2016
- Серебряный призёр Суперлиги: 2014/2015
- Бронзовый призёр Суперлиги: 2013/2014
- Серебряный призёр Кубка России (2): 2017/2018, 2018/2019
- Бронзовый призёр Кубка России (2): 2012/2013, 2014/2015